# Jason of Star Command
Jason of Star Command est une série télévisée américaine de space opéra en seize épisodes de 12 minutes et douze épisodes de 25 minutes produite par Filmation et diffusée du 9 septembre 1978 au 1er décembre 1979 sur le réseau CBS. Il s'agit d'une série dérivée de Space Academy[réf. souhaitée].
Cette série est inédite dans tous les pays francophones.

## Synopsis
En 3732, l'aventurier Jason et l'équipage de son vaisseau, le Starfire, affrontent un mégalomane, Dragos et sa flotte spatiale, avide de conquérir de nouvelles planètes. Le Star Command, à la tête de la flotte terrienne, aide Jason dans ses aventures depuis la station de la Space Academy.

## Fiche technique
- Créateur : Arthur H. Nadel
- Producteur : Arthur H. Nadel
- Producteur associé : Joe Mazzuca
- Producteurs exécutifs : Lou Scheimer et Norm Prescott
- Supervision de l'écriture : Mary Jane Ferguson
- Musique : Ray Ellis et Norm Prescott
- Directeur de la photographie : Alric Edens
- Montage : Michael Pozen, Bill Moore, Bob Crawford, Ray Williford, Dennis Erkel et Phil Tucker
- Distribution : Cathy Henderson
- Création des décors : William McAllister et Raymond Beal
- Création des costumes : Paula Lynn Kaatz, Julie Starr Dresner et Stephen Lodge
- Effets spéciaux de maquillage : Dulcie Smith et Tony Lane
- Effets spéciaux : Gordon Graff et Don Power
- Effets spéciaux visuels maquettes : John Grusd, Paul Huston et Ease Owyeung
- Effets spéciaux créatures stop-motion : Jim Aupperle et Stephen Czerkas
- Compagnie de production : Filmation Associates
- Compagnie de distribution : Columbia Broadcasting System
- Langage : Anglais Mono
- Durée : 12 minutes (épisodes 1 à 16) / 25 minutes (épisodes 17 à 28)
- Image : Couleurs
- Ratio : 1.33:1 plein écran
- Format : 35 mm

 Sauf indication contraire, les informations mentionnées dans cette section peuvent être confirmées par la base de données cinématographiques IMDb,  présente dans la section « Liens externes ».

## Distribution
- Craig Littler : Jason
- Sid Haig : Dragos
- Charlie Dell : Professeur E.J. Parsafoot
- James Doohan : Commandant Canarvin
- Susan O'Hanlon : Capitaine Nicole Davidoff
- John Russell : Commandant Stone
- Tamara Dobson : Samantha
- Rosane Kalton : Princesse Allegra
- Clete Keith : Matt Daringstar
- Francine York : Reine Medusa

## Épisodes

### Première saison (1978)
1. Chapitre 1 : L'Attaque du vaisseau Dragon (Chapter 1 : Attack of the Dragonship)
2. Chapitre 2 : Prisonnier de Dragos (Chapter 2 : Prisoner of Dragos)
3. Chapitre 3 : Hors d'atteinte de Dragos (Chapter 3 : Escape from Dragos)
4. Chapitre 4 : Un appel à l'aide (Chapter 4 : A Cry for Help)
5. Chapitre 5 : Wiki à la rescousse (Chapter 5 : Wiki to the Rescue)
6. Chapitre 6 : La Planète perdue (Chapter 6 : Planet of the Lost)
7. Chapitre 7 : Piége dans le temps (Chapter 7 : Marooned in Time)
8. Chapitre 8 : L'Attaque des dragons (Chapter 8 : Attack of the Dragons)
9. Chapitre 9 : La Dernière Chance de Peepo (Chapter 9 : Peepo's Last Chance)
10. Chapitre 10 : L'Homme disparu (Chapter 10 : The Disappearing Man)
11. Chapitre 11 : La Planète hantée (Chapter 11 : The Haunted Planet)
12. Chapitre 12 : L'Évasion de Kesh (Chapter 12 : Escape from Kesh)
13. Chapitre 13 : Le Retour de la créature (Chapter 13 : Return of the Creature)
14. Chapitre 14 : Le Procès de Peepo (Chapter 14 : Peepo on Trial)
15. Chapitre 15 : Le Cheval de Troie (Chapter 15 : The Trojan Horse)
16. Chapitre 16 : La Victoire de Star Command (Chapter 16 : The Victory of Star Command)

### Deuxième saison (1979)
1. Mission vers les étoiles (Mission to the Stars)
2. Cryogénisée (Frozen in Space)
3. Dans l'antre de Nébula (Web of the Star Witch)
4. Au-delà des étoiles ! (Beyond the Stars !)
5. Le Secret des anciens (Secret of the Ancients)
6. Le Pouvoir du disque étoile (The Power of the Star Disk)
7. A travers la porte des étoiles (Through The Stargate)
8. Face à face (Face to Face)
9. Force fantômatique (Phantom Force)
10. La Petite Fille perdue (Little Girl Lost)
11. Le Secret de Mimi (Mimi's Secret)
12. Bataille pour la liberté (Battle for Freedom)

## Production
C'est à la suite de l'arrêt de Space Academy que le producteur Lou Scheimer décida de réutiliser les mêmes décors, accessoires et maquettes pour la nouvelle série.
La première saison est un hommage aux sérials des années 1930 et 1940 avec une saison en plusieurs chapitres pour une même intrigue.
James Doohan quitta la série au terme de la première saison car il venait d'être engagé pour Star Trek, le film avec le réalisateur Robert Wise.

## DVD
- L'intégralité de la série est sortie en Zone 1 en coffret 3 DVD chez BCI le 8 mai 2007 en version originale non sous-titrée bénéficiant de nombreux suppléments ainsi qu'un livret collector[4].